# Електронен продуктов код
Eлектронен код на продукта (EPC, на английски: Electronic Product Code) е вид код, разработен като универсален идентификатор, който осигурява уникална идентификация за всеки физически обект във всяка точка на света, по всяко време. Терминът Electronic Product Code или EPC е търговска марка на организацията EPCglobal за набор от съвместими технологии за безконтактна маркировка на стоките, основно за целите на логистиката в търговията на дребно.
Технологията предвижда присвояване на всяка стока на уникален идентификатор по „принципа на автомобилните номера“. Физическото ниво на обмен на данните е основано на ISO/IEC 18000-6.
Съвременният формат на данните на EPC Type I съдържа следните полета:
|         | Заглавие | Номер на притежателя на EPC-кода | Клас на обекта | Сериен номер |
| Размер: | 8 бита   | 28 бита                          | 24 бита        | 36 бита      |
| Пример: | 0x07     | 0x00012B4                        | 0x00014F       | 0x123456789  |

Понастоящем най-често се използват 64- и 96-битови формати на EPC-кода, съществуват също 128-битови стандарти, на етап определяне на спецификацията и изпитване на стандартите се намира 256-битов стандарт. С помощта на 96-битов формат може да се генерират 79 228 162 514 264 337 593 543 950 336 уникални номера, като се осигуряват уникални идентификатори за 268 млн. компании.
Схемата е способна да се адаптира към следните наследени кодове и стандарти:
- GTIN (Global Trade Identity Number)
- GRAI (Global Returnable Asset Identifier)
- UID (Unique Identification)
- GLN (Global Location Number)
- GIAI (Global Individual Asset Identifier)
- SSCC (Serial Shipping Conteiner Code)